# John Johannson
John Joseph Johannson (* 18. Oktober 1961 in Rochester, Minnesota) ist ein ehemaliger US-amerikanischer Eishockeyspieler, der im Verlauf seiner aktiven Karriere zwischen 1980 und 1985 unter anderem fünf Spiele für die New Jersey Devils in der National Hockey League (NHL) bestritten sowie den Wiener Eislauf-Verein auf der Position des Centers gespielt hat.

## Karriere
Der in Rochester geborene John Johannson besuchte in seiner Heimatstadt die Mayo High School und spielte für die Eishockeymannschaft der Schule. Nach dem erfolgreichen Abschluss ging er an die University of Wisconsin–Madison und spielte dort zwischen 1980 und 1984 für die Eishockeymannschaft der Universität, die Wisconsin Badgers. In der Saison 1983/84 war er zudem kurzzeitig für das Franchise New Jersey Devils aktiv und absolvierte fünf Spiele in der National Hockey League (NHL), nachdem er im NHL Entry Draft 1981 in der zehnten Runde an 192. Stelle von den Colorado Rockies ausgewählt worden war. Mit der Umsiedlung der Organisation nach New Jersey waren die Transferrechte im Sommer 1982 an die Devils übergegangen.
Nach seinem Universitätsabschluss im selben Jahr ging der US-Amerikaner zur Saison 1984/85 nach Europa und spielte in der Nationalliga, der damaligen zweithöchsten Eishockeyliga in Österreich, für den Wiener Eislauf-Verein. Mit seiner Mannschaft konnte er sowohl den Grunddurchgang als auch die Finalrunde der Nationalliga gewinnen, wodurch sich der Verein den Meistertitel und den Aufstieg in die Bundesliga sicherte. Mit 84 Scorerpunkten in 23 Spielen hatte der Stürmer maßgeblichen Anteil am Erfolg des WEV. Nach der Saison beendete Johannson seine Eishockeykarriere im Alter von 24 Jahren frühzeitig.

### International
Während seiner Studienzeit nahm Johannson mit der US-amerikanischen Juniorenauswahl an der Junioren-Weltmeisterschaft 1981 in Deutschland teil. Dort belegte er mit der Mannschaft den sechsten Platz. Dazu steuerte er in vier Turnierspielen zwei Tore bei.

## Erfolge und Auszeichnungen
| - 1981 NCAA-Division-I-Championship mit der University of Wisconsin–Madison - 1982 Whitelaw-Cup-Gewinn mit der University of Wisconsin–Madison - 1983 Whitelaw-Cup-Gewinn mit der University of Wisconsin–Madison | - 1983 NCAA-Division-I-Championship mit der University of Wisconsin–Madison - 1985 Nationalliga-Meister und Aufstieg in die Bundesliga mit dem Wiener Eislauf-Verein |

## Karrierestatistik

### International
Vertrat die USA bei:
- Junioren-Weltmeisterschaft 1981

(Legende zur Spielerstatistik: Sp oder GP = absolvierte Spiele; T oder G = erzielte Tore; V oder A = erzielte Assists; Pkt oder Pts = erzielte Scorerpunkte; SM oder PIM = erhaltene Strafminuten; +/− = Plus/Minus-Bilanz; PP = erzielte Überzahltore; SH = erzielte Unterzahltore; GW = erzielte Siegtore; 1 Play-downs/Relegation; Kursiv: Statistik nicht vollständig)

## Familie
Johannsons Vater war der US-amerikanische Eishockeyspieler, -trainer und -funktionär Ken Johannson, der als Spieler an zwei Weltmeisterschaften teilnahm. Sein jüngerer Bruder Jim Johannson war ebenfalls Eishockeyspieler sowie -funktionär und ist Mitglied der United States Hockey Hall of Fame.